# Anghel Nour
Anghel Nour (* im 18. Jahrhundert;  † im 19. Jahrhundert) war ein bessarabischer Politiker und Offizier, der als erster Bürgermeister von Chișinău von 1817 bis 1821 amtierte. Seine Arbeit legte den Grundstein für die urbane Entwicklung der Stadt im frühen 19. Jahrhundert.

## Leben und Karriere
Anghel Nour wurde in eine Familie des kleinadeligen moldauischen Landadels geboren. Während des Russisch-Türkischen Kriegs (1806–1812) diente er in der Armee des Russischen Kaiserreichs und stieg bis zum Rang eines Hauptmanns auf. 1817 fanden die ersten Wahlen zur Stadtduma von Chișinău statt. Vertreter verschiedener ethnischer Gruppen wählten jeweils einen Repräsentanten. Anghel Nour wurde daraufhin zum ersten Bürgermeister gewählt. Er widmete sich intensiv der städtebaulichen Entwicklung der Stadt, die damals noch eine kleine Provinzstadt mit etwa 7000 Einwohnern war. Unter seiner Leitung wurden erste Maßnahmen umgesetzt: Auf zuvor landwirtschaftlich genutzten Flächen entstanden einstöckige Wohnhäuser und öffentliche Gebäude. Er legte den Grundstein für zentrale städtische Einrichtungen wie den Zentralpark und den Platz vor der Kathedrale. Außerdem gründete er ein theologisches Seminar, die erste weiterführende Bildungseinrichtung der Stadt. Die erste Druckerei Chișinăus wurde eröffnet. Nour initiierte die erste schematische Karte der Stadt, die als Grundlage für spätere städtebauliche Entwicklungen diente. Der Hauptbebauungsplan wurde jedoch erst 15 Jahre später von der imperialen Verwaltung genehmigt. Während seiner Amtszeit entstand das städtische Kasino und das Restaurant „Hanul verde“.